# Гундемар
Гундемар је био визиготски краљ у Хиспанији између 610. и 612. године.
Гундемар је наставио пријатељску политику са краљевима Неустрије и Аустразије, Хлотаром II и Теудебертом II у толикој мери да је слао новац као помоћ у борби против њиховог рођака, краља Бургундије, Теодориха II. С друге стране, такође је био непријатељски расположен према Теодориховој баби, Брунхилди.
Године 611. покушао је да обнови четвороструки савез који је пре њега склопио краљ Витерих, али овај план се није остварио јер је Гундемар умро. Умро је природном смрћу у Толеду у фебруару или марту 612. године. Наследио га је учени Сисебут.